# Banyó volcànic

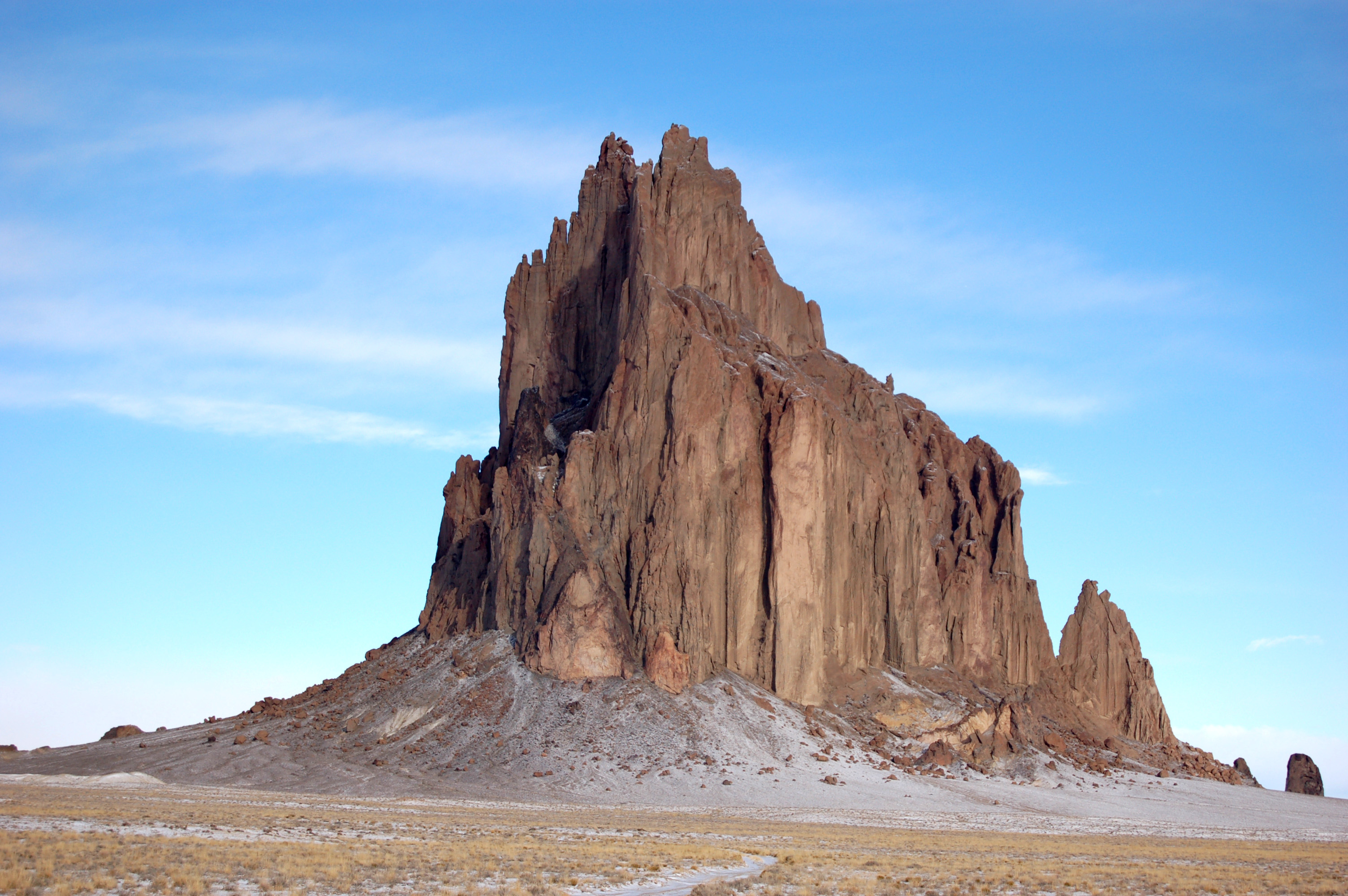
Banyó volcanic de Shiprock, Navajo Nation, Nou Mèxic, EUA

Un banyó volcànic (vulcanologia, geomorfologia) és una forma del relleu d'origen volcànic que es crea quan la lava s'endureix dins d'un filó sobre un volcà actiu. Es compon d'un conjunt de blocs angulars que es van solidificar a la xemeneia del volcà i que solen ser més compactes que el con mateix. La seva estructura és resistent a l'erosió, per la qual cosa una vegada que el con s'erosiona, aquest banyó perdura com una agulla relicta del con desaparegut. La massa cilíndrica de lava àcida ocupa la sortida d'un volcà inactiu o extint, sovint exposada a l'erosió diferencial. En geologia s'usa comunament el terme anglès neck per anomenar aquests tipus de banyons.
Els materials solidificats dins de les xemeneies, són més resistents a l'erosió que el propi edifici volcànic que l'envolta format de tefra solta o roca alterada hidrotermalment. Normalment tenen forma cilíndrica (pinàcles, agulles). Poden arribar a centenars de metres d'alçada. Els banyons volcànics es consideren intrusius (roques intrusives) ja que s'han solidificat sota la superfície o en baixes profunditats.
El magma solidificat és una barreja de materials que forma una massa compacta. El material ígni d'un banyó pot tenir una composició similar a la de les laves i les cendres associades, però també pot incloure fragments i blocs de roques molt més denses i de gra gruixut, riques en ferro i magnesi i amb menor contingut de silici. També contenen rastres de l'escorça o del mantell superior de la Terra que han estat transportades pel magma ascendent.
Quan el volcà esdevé inactiu i es produeix l'erosió del con, el banyó descobert s'enlaira resaltant en el relleu. Un dels banyons més grans entre els més coneguts i espectaculars és el ShipRock (Area Volcànica de Navajo), a Nou Mèxic, que s'alça 550 m per damunt de la plana circumdant força més erosionada.

## Exemples

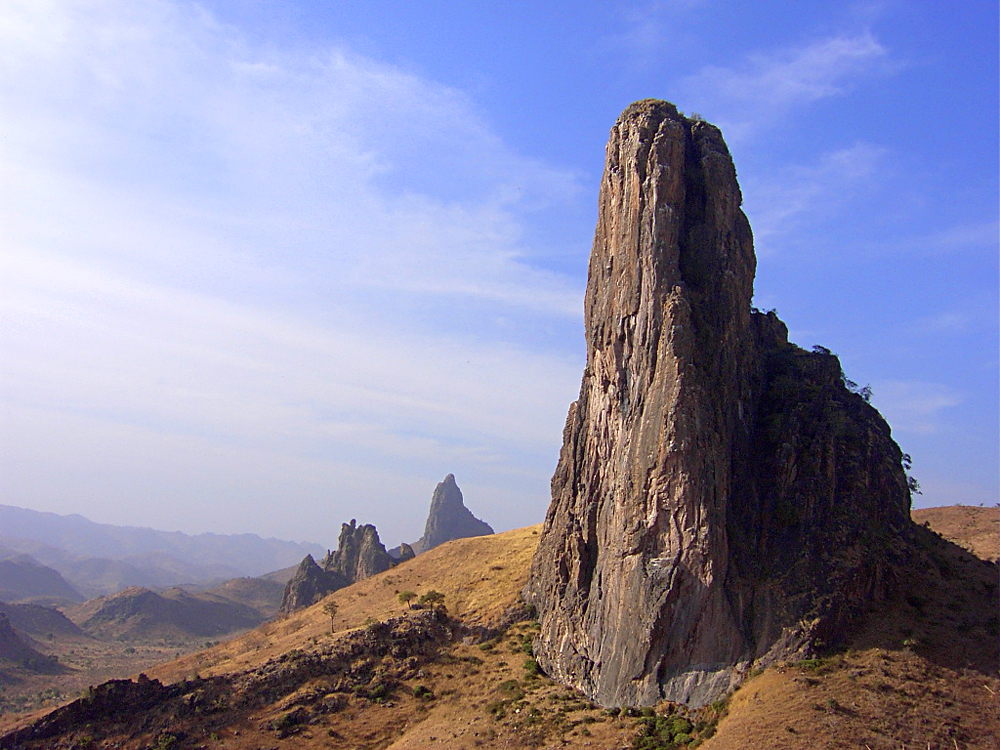
Banyó volcànic prop de Rhumsiki, Camerun.

### Àfrica
A prop del poble de Rhumsiki a la província de l'Extrem Nord del Camerun, el pic Kapsiki és un exemple de banyó volcànic i és una de les parts més fotografiades de les muntanyes Mandara. Hi ha espectaculars taps volcànics al centre de l'illa de La Gomera a l'arxipèlag de les Illes Canàries, dins del Parc Nacional de Garajonay.

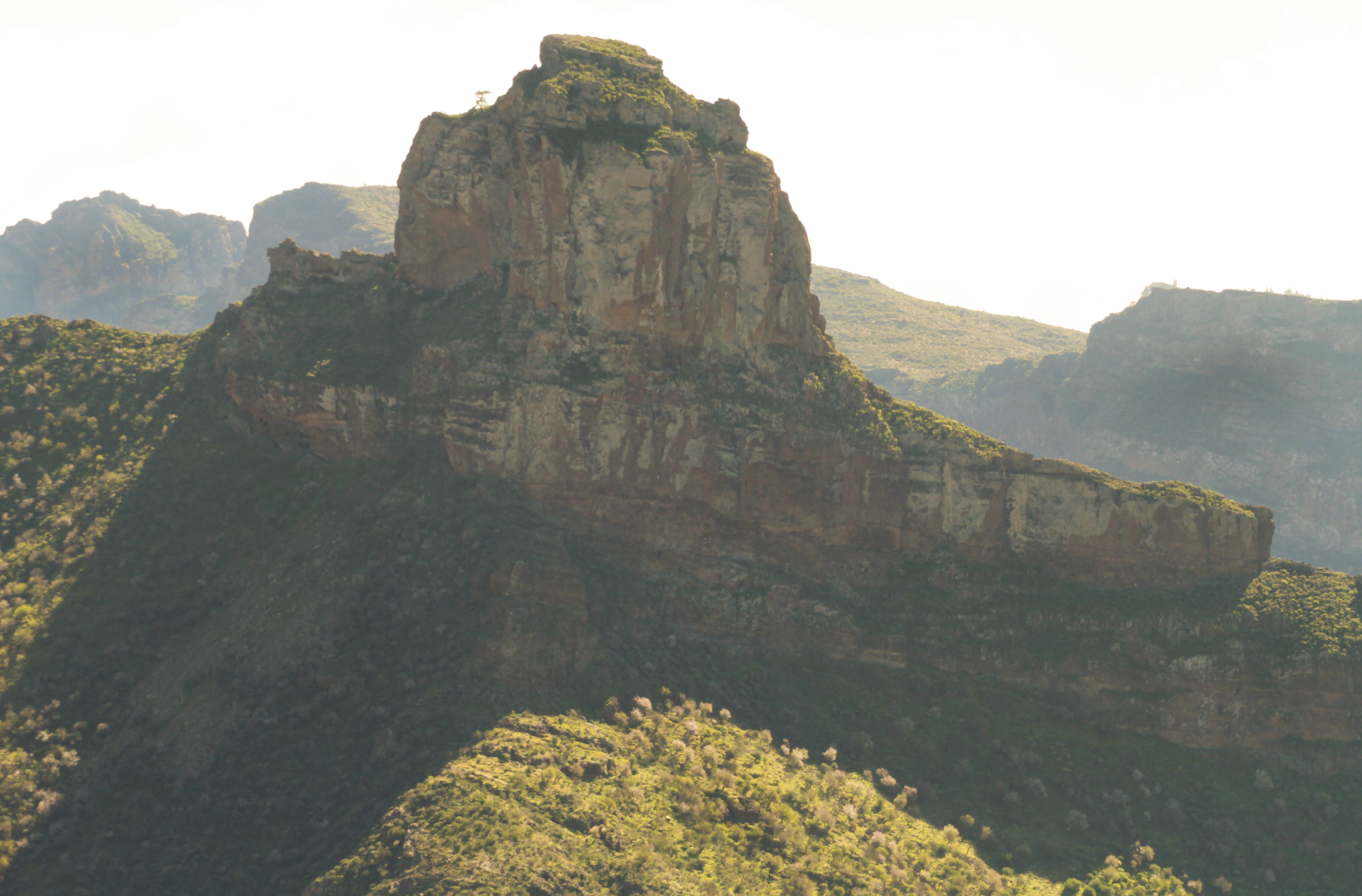
Roque Bentayga, al poble d'Artenara.

### Europa

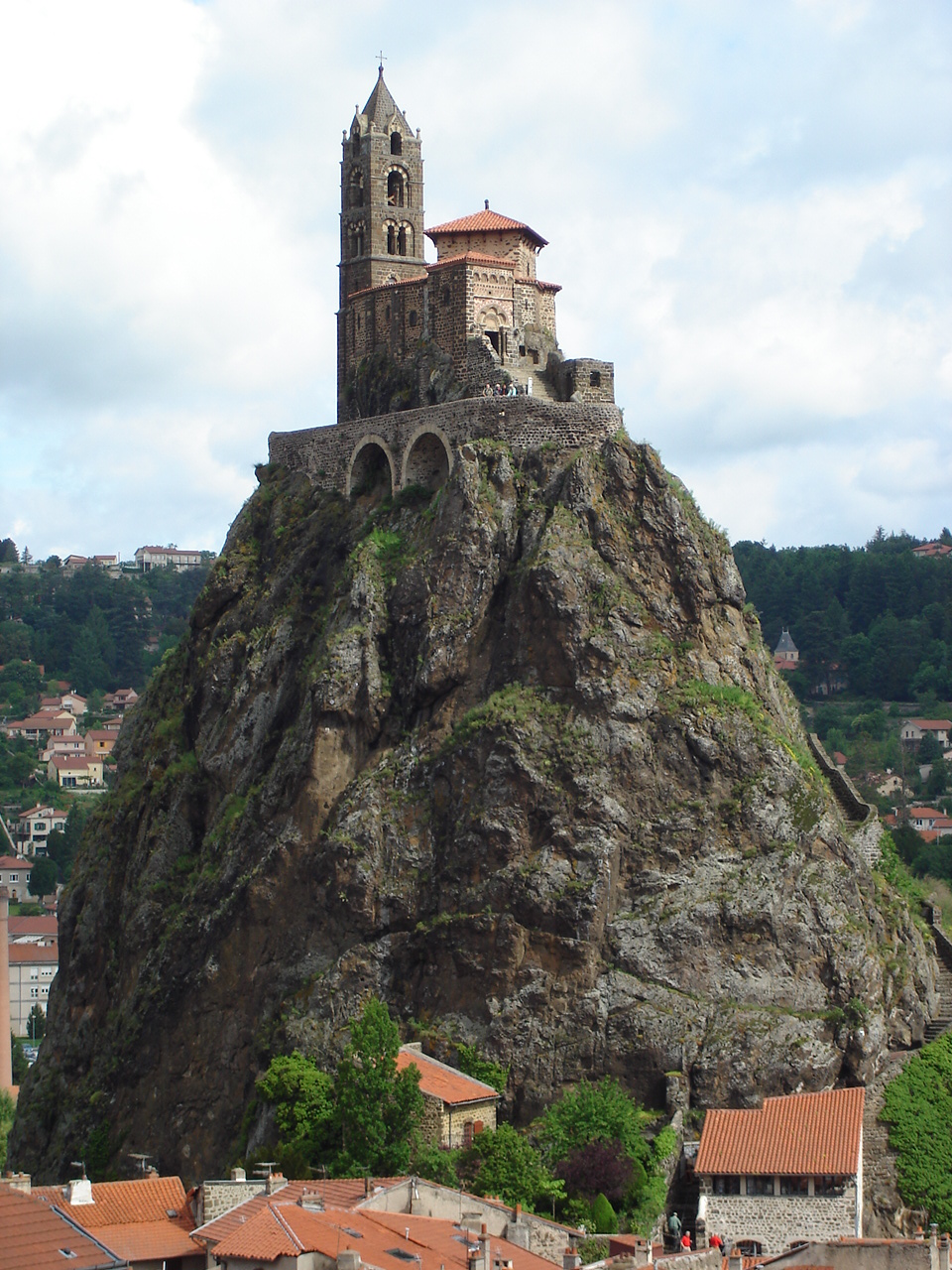
Capella de Saint Michel d'Aiguilhe, dalt d'un banyó volcànic a Le Puy-en-Velay, França.

Borgarvirki és un banyó volcànic situat al nord d'Islàndia.
N'hi ha un altre a la ciutat de Motta Sant'Anastasia a Itàlia.
A França, n'hi ha un a la capella de Saint Michel d'Aiguilhe, la construcció de la qual va començar l'any 969, prop de Le Puy-en-Velay a França. El banyó volcànic s'eleva uns 85 metres per sobre de l'entorn. Un altre edifici sobre un banyó volcànic és el castell de Trosky del segle XIV a la República Txeca. Strombolicchio, la més septentrional de les illes Eòlies, i Rockall, un petit illot deshabitat i remot de l'oceà Atlàntic Nord, també són banyons volcànics.
Al Regne Unit, dos exemples d'edifici sobre un banyó volcànic són el Castell d'Edimburg, Escòcia, i el castell de Deganwy, a Gal·les. Law, Dundee, Ailsa Craig, Bass Rock, North Berwick Law i Dumgoyne hill són altres exemples de banyons volcànics situats a Escòcia. Hi ha més de 30 banyons volcànics a Irlanda del Nord, incloent-hi Slemish a Ballymena, Tievebulliagh, Scawt Hill, Carrickarede, Scrabo i Slieve Gallion.

### Amèrica del Nord
Hi ha diversos banyons volcànics als Estats Units, com Morro Rock a Califòrnia, Devils Elbow situat al Heceta Head Lighthouse Scenic State Park a la costa d'Oregon, Thumb Butte a la Sierra Prieta d'Arizona i Shiprock a Nou Mèxic. Devils Tower a Wyoming i Little Devils Postpile al parc nacional de Yosemite, Califòrnia, també es creu, per molts geòlegs, que són banyons volcànics. Al Canadà, la província volcànica de la Cordillera del Nord dona lloc a diversos banyons confirmats i altres de sospitosos. El principal d'aquests és Castle Rock, situat a la Colúmbia Britànica, que va entrar en erupció per última vegada durant el Plistocè. La costa sud de Saint Lucia està dominada pels emblemàtics Pitons, Patrimoni de la Humanitat per la UNESCO. Els cims bessons, Gros Piton i Petit Piton, s'eleven més de 770 metres per sobre del Carib.

### Oceania
Hi ha diversos banyons volcànics a l'illa nord de Nova Zelanda, incloent-hi:
- els Pinacles a la península de Coromandel
- Bream Head a Northland
- Paritutu i les illes Pa de Sucre adjacents a Taranaki
- Roca de Sant Pau al port de Whangaroa
- La roca del lleó de Piha, que va acollir un maori fortificat.
- El mont Pohaturoa, a prop del poble d'Atiamuri, és un espectacle característic per als viatgers a la carretera estatal 1

A l'illa del sud de Nova Zelanda, la península d'Onawe a la península de Banks és un banyó volcànic destacat, i l'erosió de Saddle Hill, prop de Dunedin, també ha revelat un banyó. El mont Cargill de Dunedin mostra dos banyons: el seu cim principal i el cim subsidiari de Buttar's Peak.
A Austràlia, The Nut a Tasmània, juntament amb el Mount Warning i els diversos cims dels Warrumbungles a Nova Gal·les del Sud, en són diversos exemples. Els 11 cims del parc nacional de les muntanyes Glasshouse, inclosos el mont Beerwah, el mont Tibrogargan, el mont Coonowrin, el mont Cooroora, el mont Ngungun, el mont Tibberoowuccum, el mont Tunbubudla i el mont Beerburrum, al sud-est de Queensland, són banyons volcànics.

## Galeria

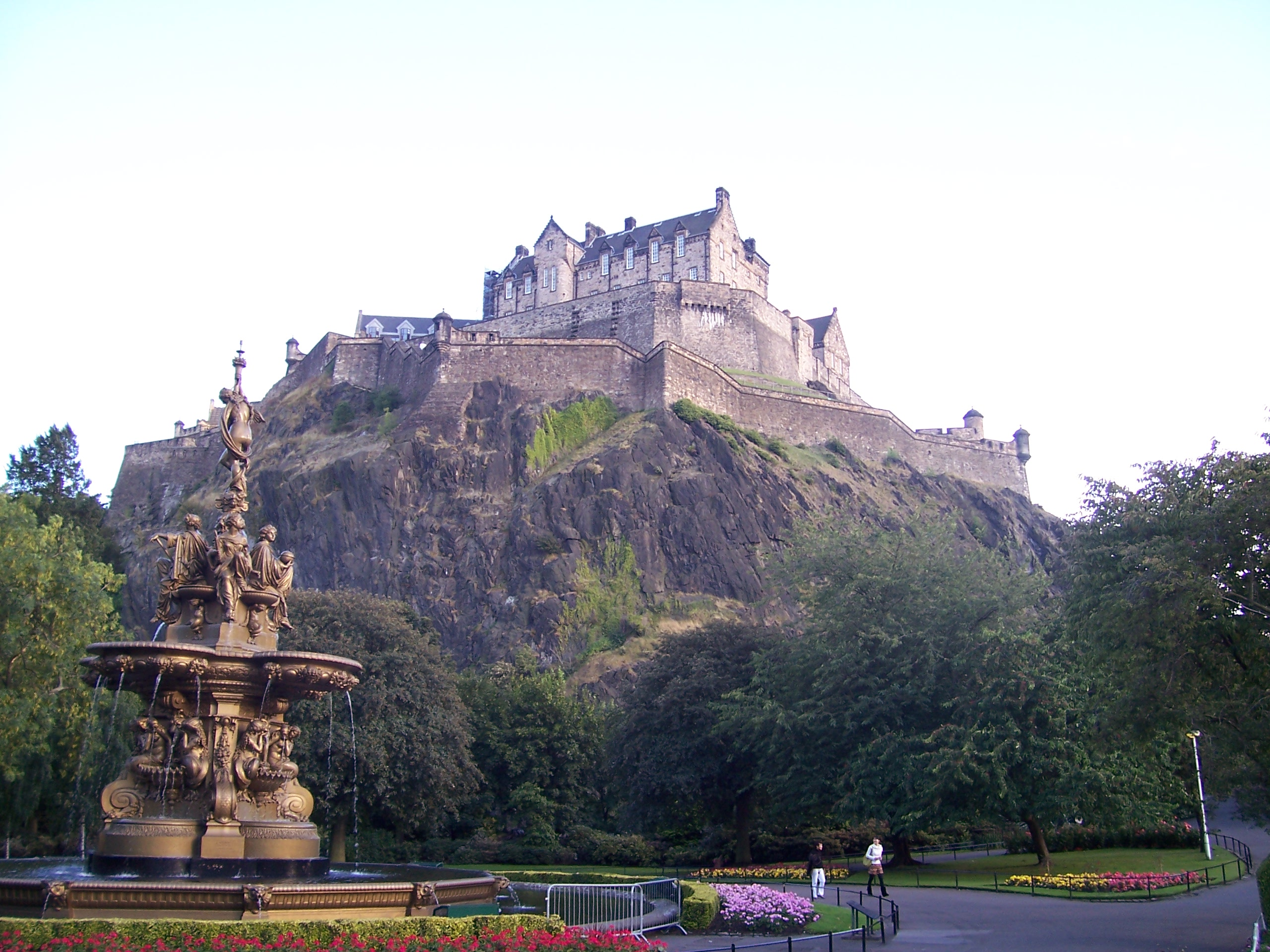
El castell d'Edimburg s'assenta sobre un tap volcànic, conegut com Castle Rock (roca del castell).
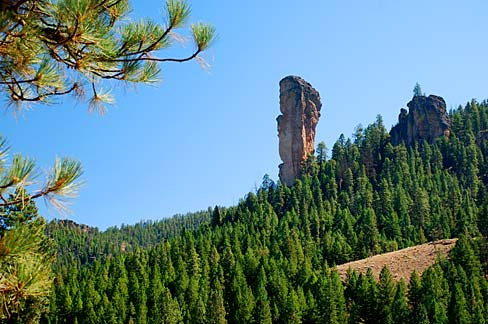
Pilar de Steins, en el Contat de Crook, Oregon
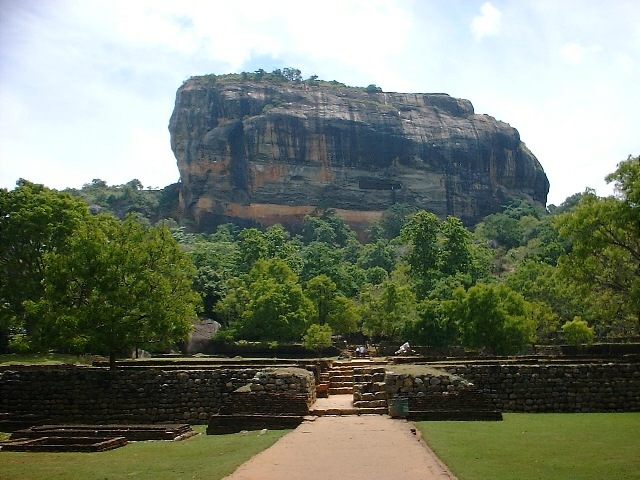
Roca Sigiriya, Sri Lanka.
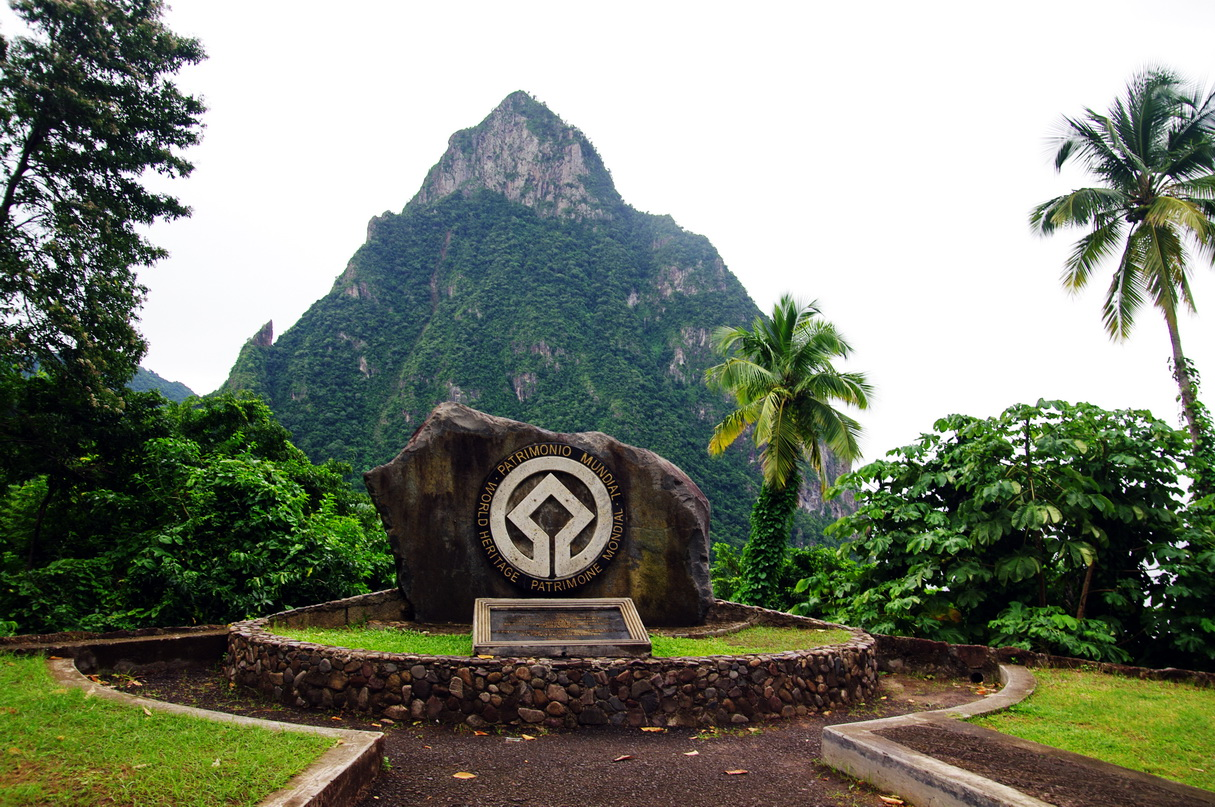
Petit-piton, en Saint Lucia. Patrimoni de la Humanitat-UNESCO
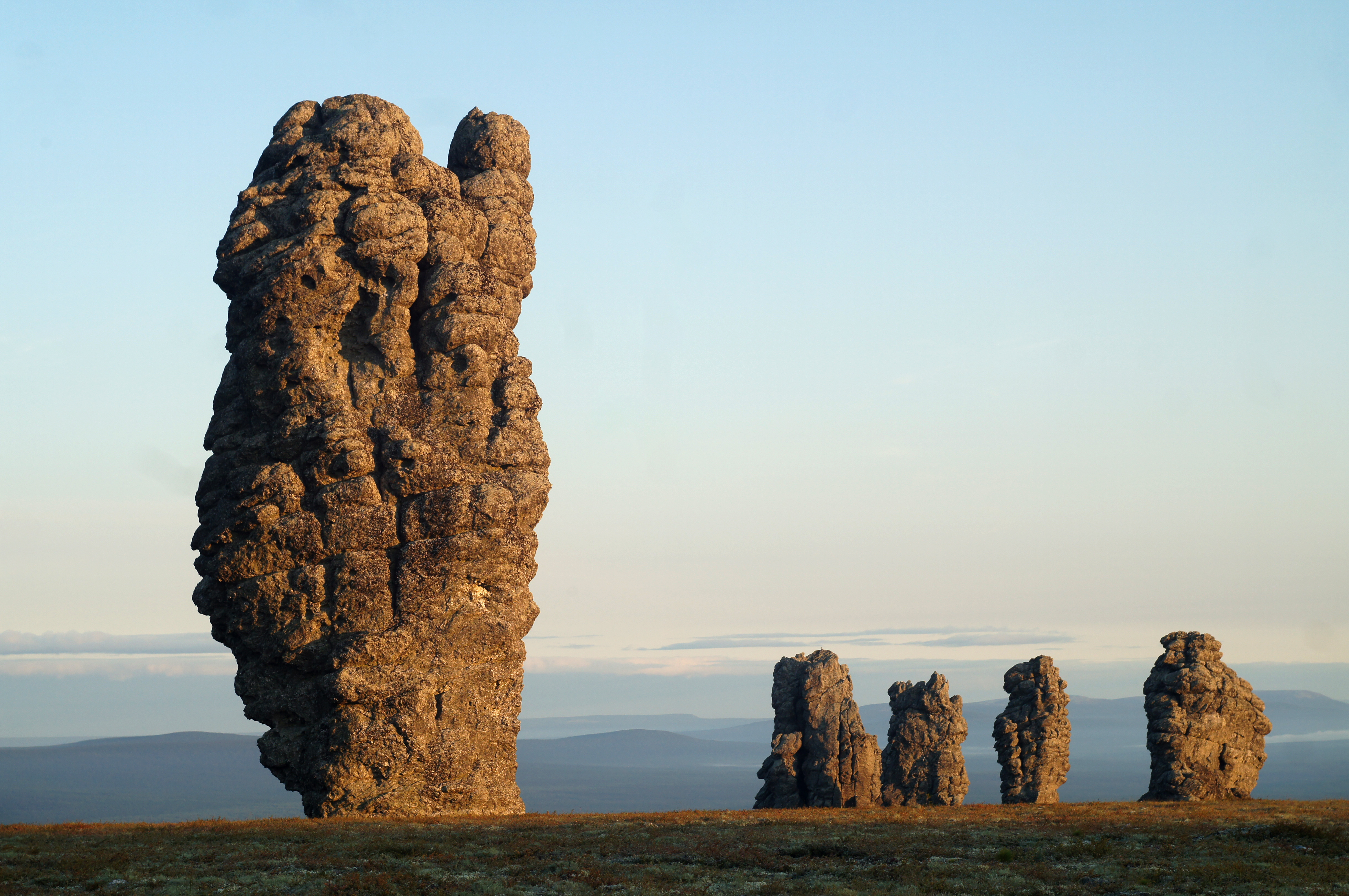
Маn-Pupu-Nior, a la República de Komi
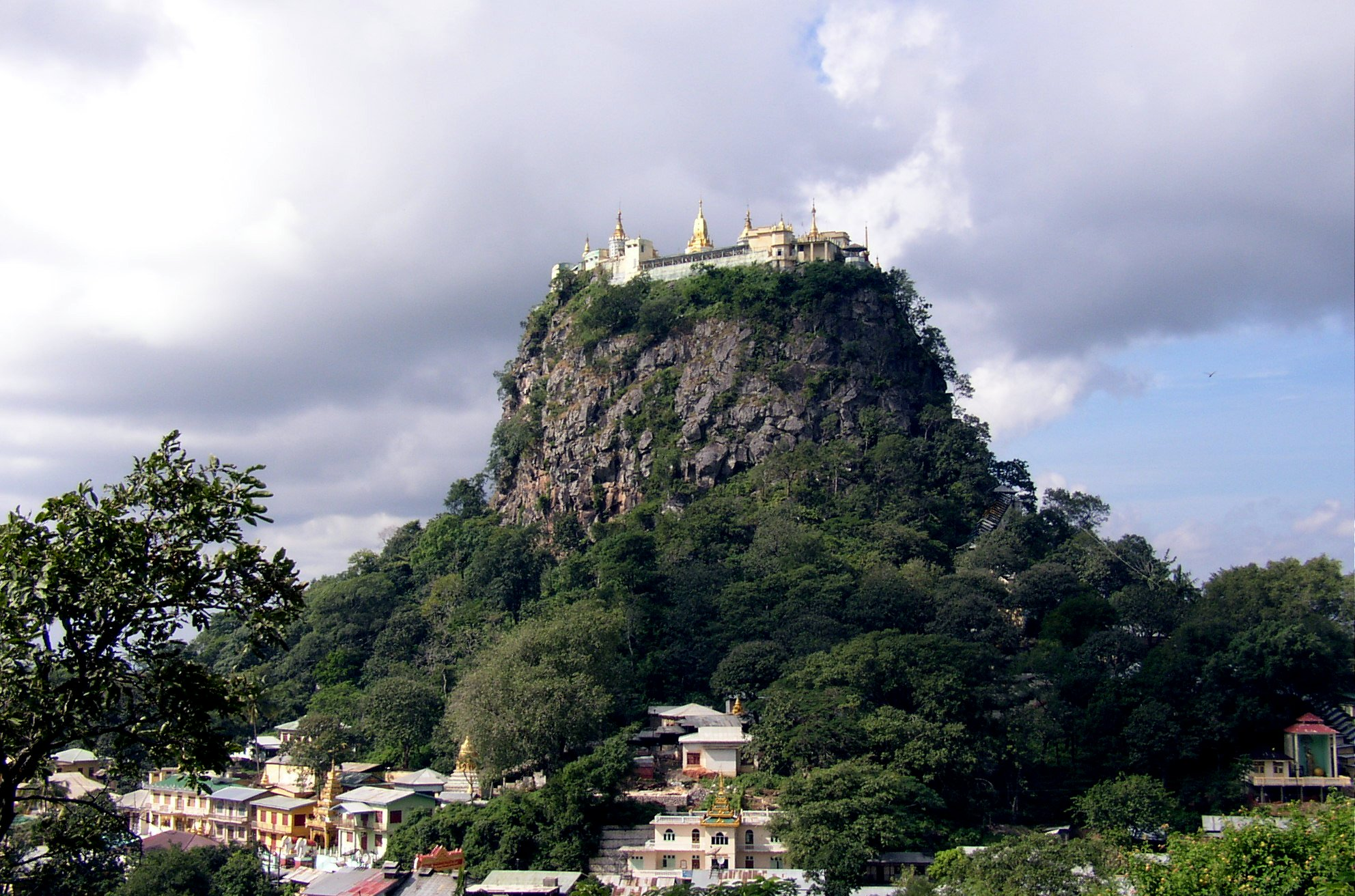
Mont Popa. Monestir budista (Birmània)
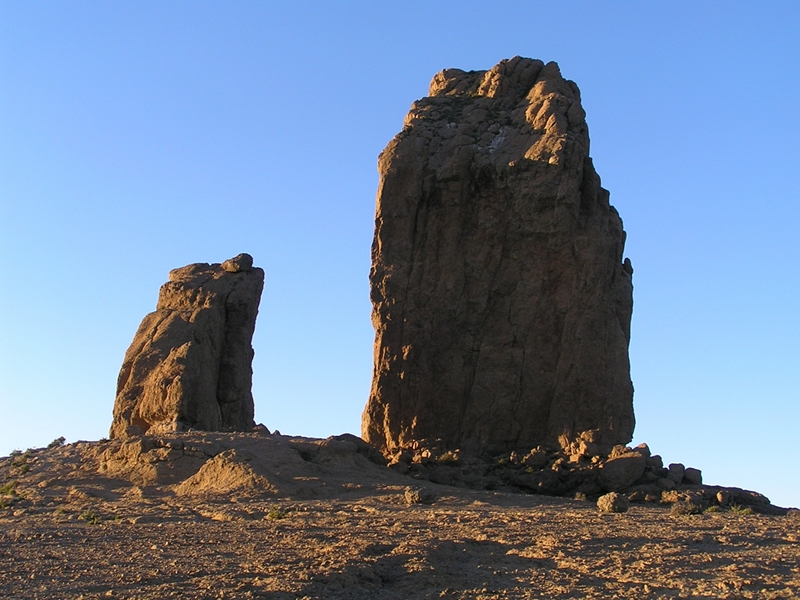
Roque Nublo, Gran Canària
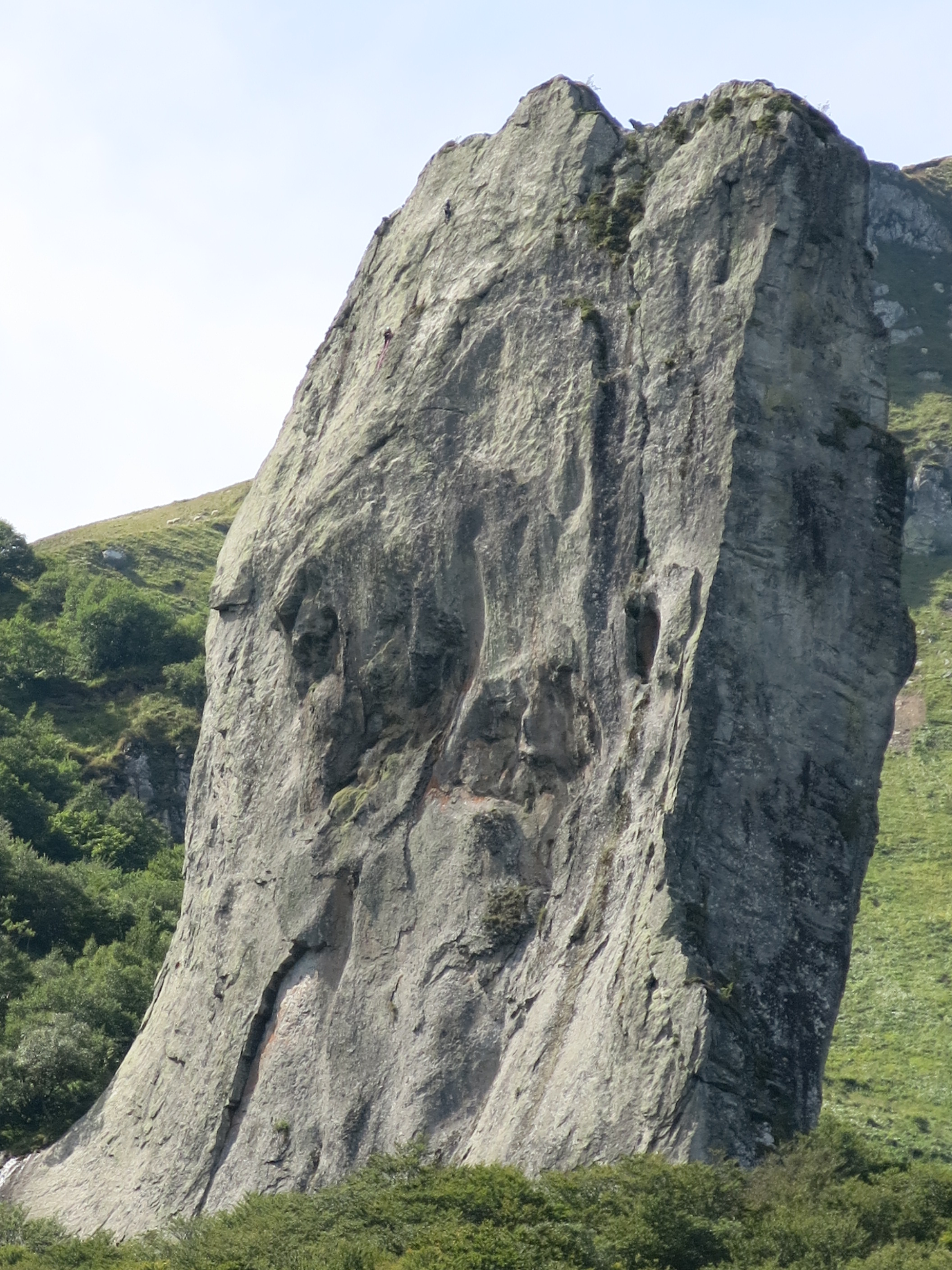
Dent de la Rancune, Chaîne des Puys, Auvergne
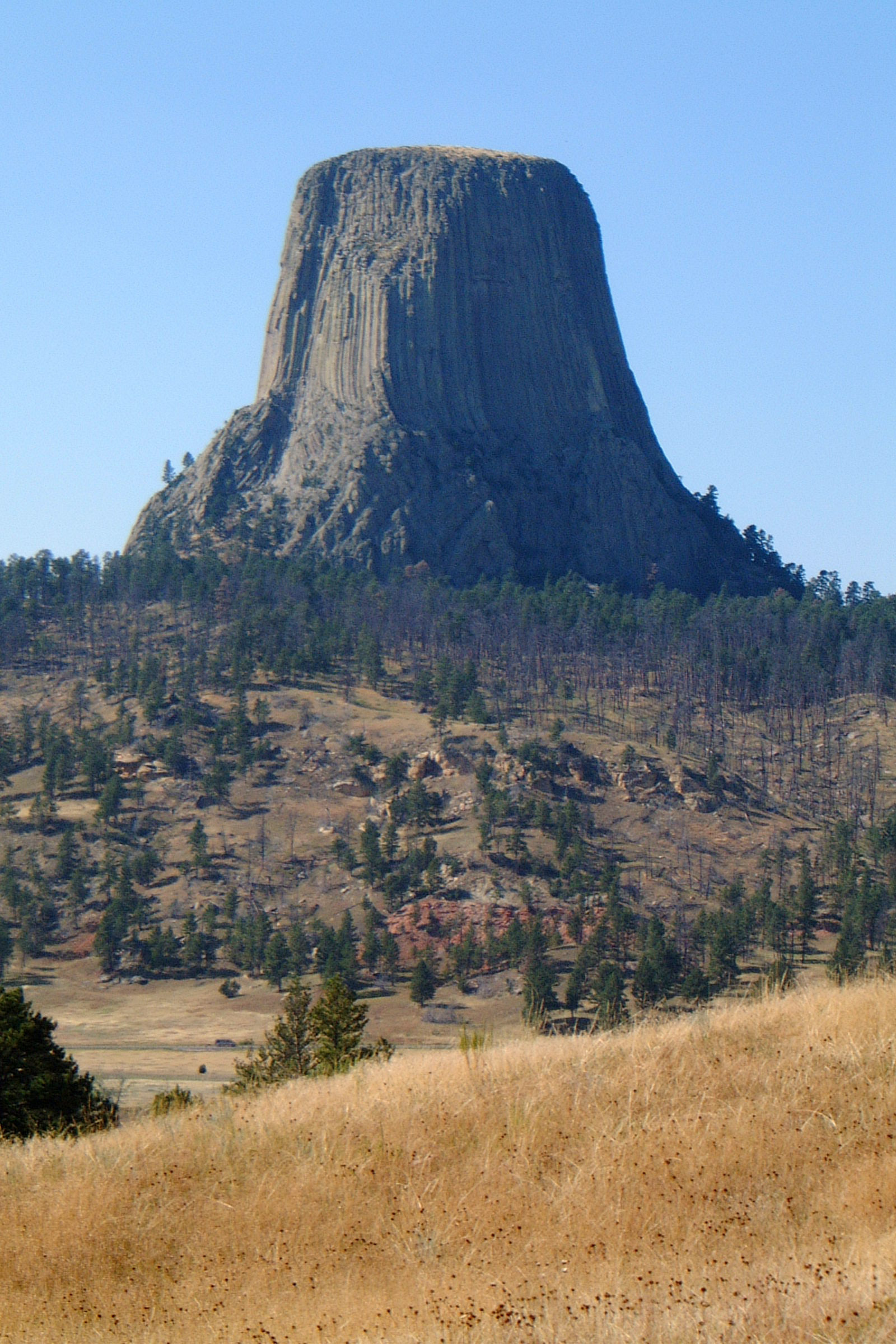
Torre del Diable, Wyoming
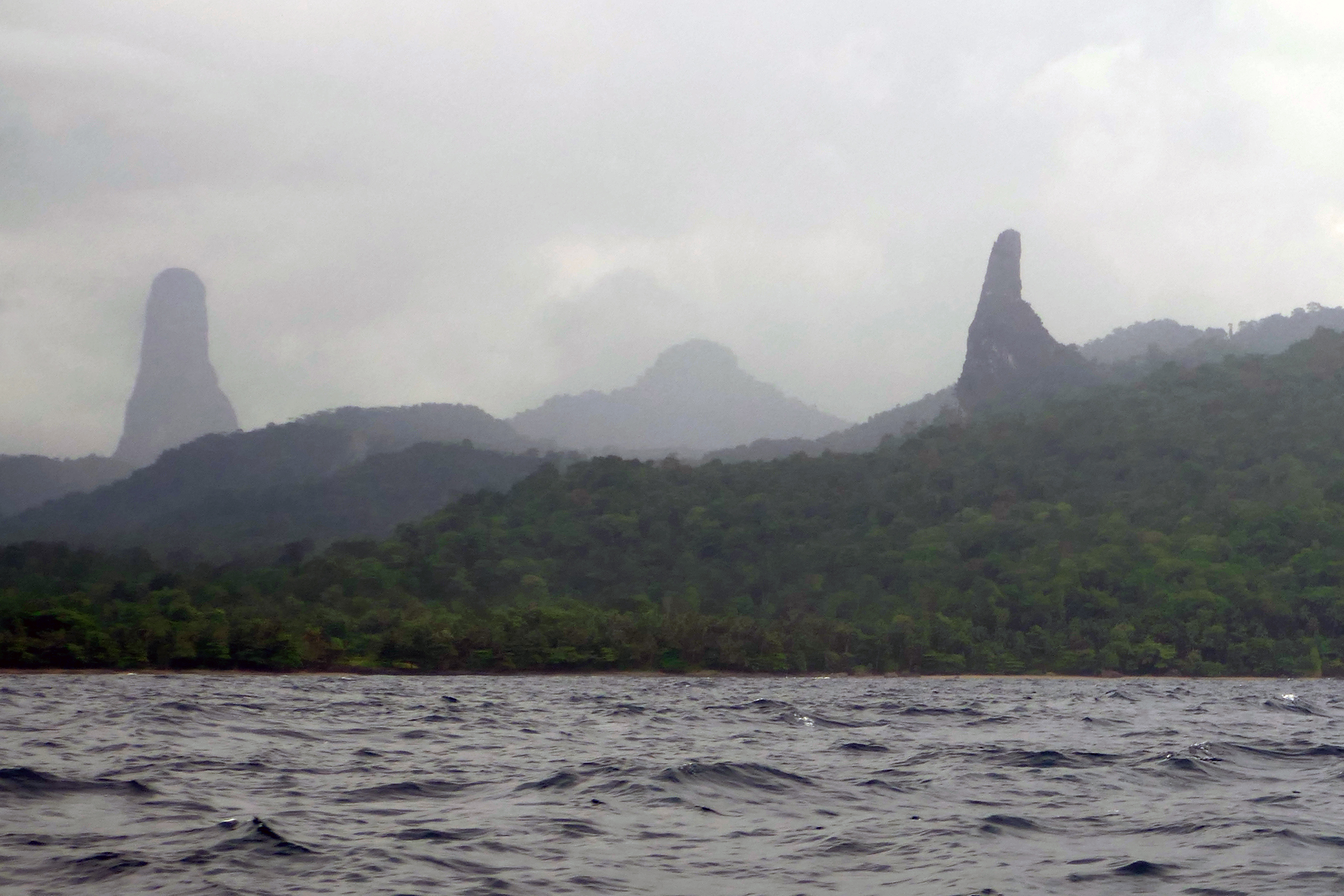
Cão Grande i Cão Pequeno a Sant Tomé
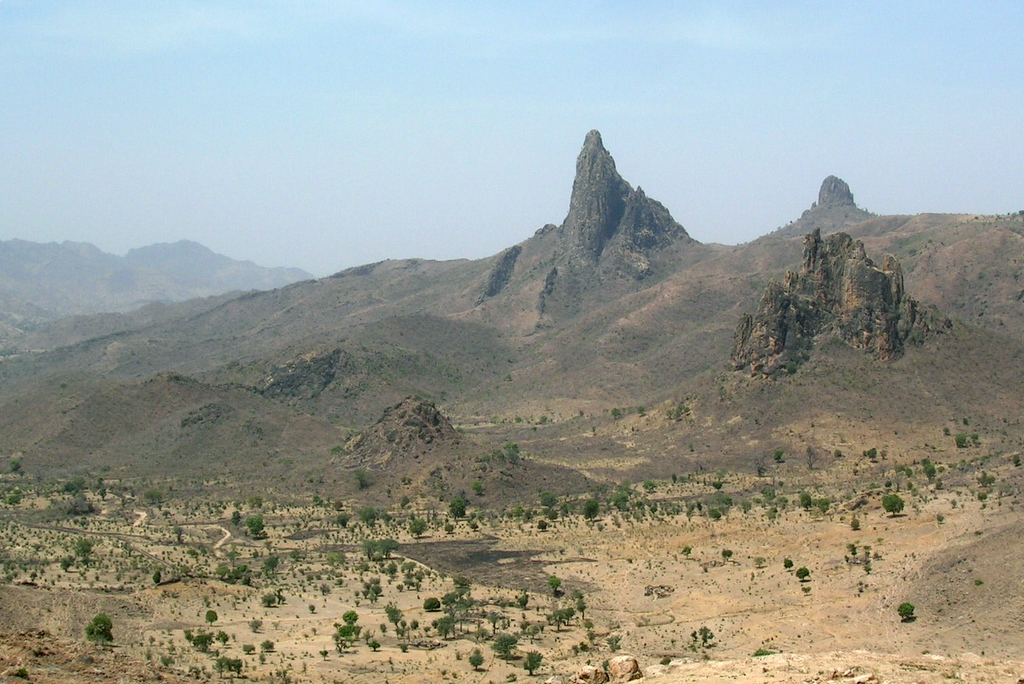
Rumshiki, Muntanyes Mandara